# Cine de Suiza

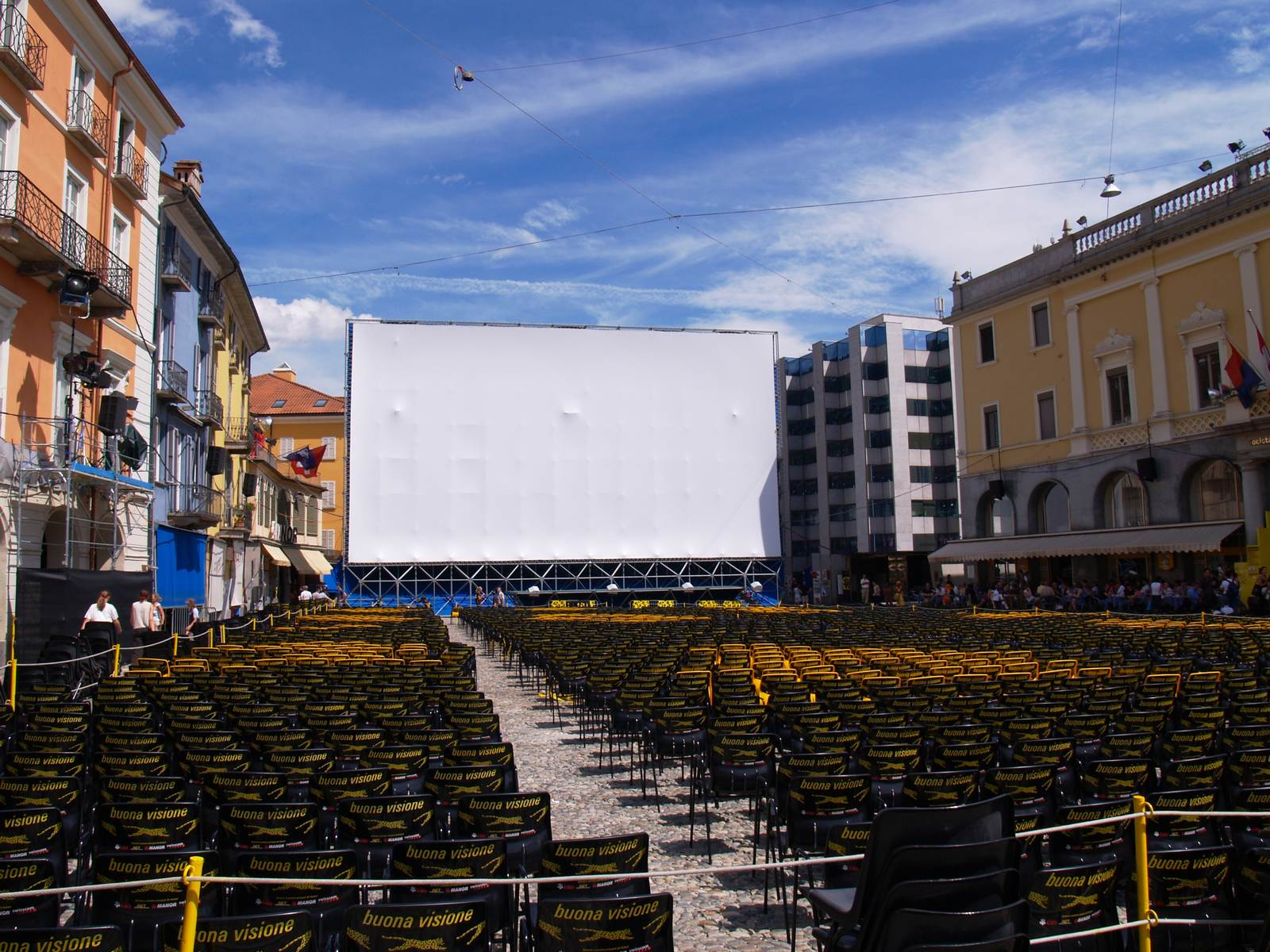
Piazza Grande en Locarno durante el Festival De Cine De Locarno.

Una claqueta con la bandera de Suiza.

La industria cinematográfica con sede en Suiza se remonta a los años 30. Está influenciado por los países vecinos de Francia, Alemania e Italia, con los que comparte lenguas. Antes de mediados de la década de 1960, las películas suizas eran a menudo sentimentales, pero la Nouvelle Vague Francesa condujo a un cine más experimental .
El Festival De Cine De Soleura se fundó en 1966 en Soleura, con la intención de mostrar la realidad moderna de la vida suiza. Es el festival más importante de producciones cinematográficas suizas.
El Festival Internacional De Cine De Locarno, fundado en 1946, es un festival de cine anual que se celebra cada mes de agosto en Locarno, Suiza.
Desde 2014, Los Suizos (1978) (Die Schweizermacher) es la película suiza más taquillera de todos los tiempos .
En los cantones de habla alemana, las películas en francés suelen tener subtítulos en alemán. Asimismo, en los cantones francófonos las películas en alemán suelen tener subtítulos en francés. Las películas para adultos en idiomas extranjeros suelen proyectarse con audio original y subtítulos dobles en alemán y francés. Las películas infantiles en idiomas extranjeros suelen estar dobladas.

## Personalidades notables
Directores
• Richard Dembo
• Tim Fehlbaum
• Marcel Gisler
• Jean-Luc Godard
• Claude Goretta
• Xavier Koller
• Markus Imhoof
• Leopoldo Lindtberg
• Fredy Murer
• Dominique Othenin-Girard
• Daniel Schmid
• Franz Schnyder
• Alain Tanner
• Yves Yersin
Actores
• Úrsula Andress
• Anne-Marie Blanc
• Sibylle Blanc
• Zarli Carigiet
• Eliane Chappuis
• Bruno Ganz
• Heinrich Gretler
• Emil Hegetschweiler
• Max Haufler
• Marta Keller
• Maximiliano Schell
• Ella Rumpf